# Santi Vila
Pour les articles homonymes, voir Vila.
Santiago Vila i Vicente, connu sous le nom de Santi Vila, né le 15 mars 1973 à Granollers en Catalogne, est un homme politique espagnol.
Historien de formation, il est maire de Figueras de 2007 à 2012 et député au Parlement de Catalogne de 2006 à 2013. Il est conseiller au territoire et à la durabilité dans le deuxième gouvernement d'Artur Mas entre 2012 et 2016, conseiller à la culture dans le gouvernement de Carles Puigdemont entre 2016 et 2017, puis conseiller à l'entreprise et à la connaissance dans ce même gouvernement de juillet 2017 à sa démission en octobre 2017.

## Biographie

### Origines et carrière professionnelle
Santiago Vila i Vicente est né en 1973 à Granollers et a grandi à Figueras, en Catalogne. Il est titulaire d'une licence de lettres spécialisée en histoire de l'université de Gérone (UdG) et a étudié l'histoire à l'université autonome de Barcelone (UAB).
Il enseigne à l'école lasallienne de Figueras, et il est professeur d'histoire contemporaine à la faculté de lettres et de sciences économiques de l'université de Gérone. Il publie des articles et des essais, notamment sur le thème de la mémoire historique. Son livre Elogio de la memoria a été récompensé par les premis Octubre.
Il est membre fondateur de l'Agrupament Escolta Xiprers al Vent, membre de la Fundació ALTEM et de la Fundació Tutelar de l'Empordà, et président du Consorci del Museu de l'Empordà et de la Fundació Salut Empordà.

### Maire de Figueras
Santi Vila a été militant d'Esquerra Republicana de Catalunya (ERC) dans sa jeunesse. Aux élections municipales de 1991, il se présente en cinquième position sur la liste d'ERC à Figueras. En 1995, il devient président de la section d'ERC de la ville.
Aux élections municipales de 1999, il est élu conseiller municipal sur la liste de Convergence et Union (CiU). Il adhère à Convergència l'année suivante. Aux élections municipales de 2003, il est placé en troisième position sur la liste de CiU. Il est également membre du conseil comarqual de l'Alt Empordà, dont il démissionne en 2006 lorsqu'il est élu député.
Aux élections municipales de 2007, il est tête de liste de la CiU. Sa liste obtient 33,36 % et il devient maire de Figueras. Il s'emploie à accroître l'attractivité de la ville en développant les activités culturelles et touristiques autour de la figure de Salvador Dalí. Il devient une personnalité influente au sein de Convergència dans la province de Gérone. En février 2010, il rompt son accord de gouvernement avec le Parti des socialistes de Catalogne (PSC), qu'il accuse de malversations. Il s'allie alors avec Esquerra Republicana de Catalunya et Iniciativa per Catalunya Verds (ICV) pour le reste de son mandat.
Aux élections municipales de 2011, il se présente à nouveau et obtient une majorité absolue avec 48 % des voix et 12 des 21 sièges au conseil municipal. Il démissionne en décembre 2012 pour entrer au gouvernement, et est remplacé par Marta Felip.
En 2013, la Candidature d'unité populaire (CUP) dépose une plainte contre lui devant le Tribunal supérieur de justice de Catalogne (ca) (TSJC) pour prévarication et détournement de fonds publics dans le contrat de construction de l'école hôtelière de l'Alt Empordà conclu en 2010. La plainte est rejetée par le TSJC.
En 2015, il fait l'objet d'une enquête de l'Office antifraude de Catalogne (ca) pour un détournement de fonds publics qui aurait eu lieu durant son mandat de maire. L'Office enquête sur la location et la réalisation de travaux par la mairie de Figueres dans un bâtiment appartenant à une entreprise privée qu'elle n'a jamais occupé, entre 2010 et 2013.

### Député au Parlement de Catalogne
Aux élections au Parlement de Catalogne de 2006, Santi Vila est élu député sur la liste de Convergence et Union (CiU) dans la circonscription de Gérone. Au Parlement, il est membre de la commission de l'environnement et du logement, de la commission de l'éducation et des universités, de la commission des politiques de la jeunesse, de la commission de la politique territoriale et de la commission de la politique culturelle. En juillet 2010, il vote contre l'abolition de la corrida, à l'inverse de la majorité de son groupe politique.
En février 2010, il est désigné tête de liste de CiU dans la circonscription de Gérone pour les élections législatives du 28 novembre. Pendant la campagne électorale, il rend publique son homosexualité. Sa candidature, fondée sur le changement générationnel, est un succès. Pendant la IXe législature, il préside la commission de contrôle de la Corporació Catalana de Mitjans Audiovisuals, et il est membre de la commission du territoire et du développement durable et de la commission des politiques de la jeunesse.
Aux élections au Parlement de Catalogne de 2012, il conduit à nouveau la liste de CiU dans la circonscription de Gérone. Il démissionne le 5 février 2013 après son entrée au gouvernement, et il est remplacé par Montserrat Roura (ca).

### Conseiller au territoire et à la durabilité
Le 27 décembre 2012, Santi Vila est nommé conseiller au territoire et à la durabilité dans le deuxième gouvernement d'Artur Mas. Il succède à Lluís Recoder à la tête d'un département exécutif qui a souffert de la politique de coupes budgétaires du gouvernement précédent. Il est le plus jeune membre du gouvernement. Les priorités de son mandat sont l'achèvement de la LGV Madrid-Barcelone-Figueras jusqu'à la frontière avec la France, l'extension de la ligne 9 du métro de Barcelone et la conversion de la route N-II en voie rapide à Gérone.
Au gouvernement, il se distingue par ses capacités de dialogue avec l'État espagnol, malgré le conflit ouvert entre les deux institutions sur la question de la consultation sur l'indépendance de la Catalogne de 2014. Ses bonnes relations avec la ministre espagnole de l'Équipement Ana Pastor sont un moyen d'obtenir le financement de certains projets d'infrastructures. Il est également à l'origine de la taxation des logements vides appartenant à des institutions financières pour financer le logement social, et du développement des espaces naturels protégés. En revanche, le blocage du projet de liaison ferroviaire du port de Barcelone et le dysfonctionnement général du réseau ferroviaire de l'aire métropolitaine de Barcelone n'ont pas été résolus, ce qu'il attribue à la négligence du gouvernement central. Il promeut la privatisation d'une partie du parc de logements sociaux et des stations d'épuration des eaux pour équilibrer le budget de la Généralité. Il se marie avec son compagnon le 5 juillet 2017 à Peralada. L'union, à laquelle assiste Ana Pastor, est célébrée par Carles Puigdemont alors maire de Gérone et avec lequel il entretient une relation d'amitié.

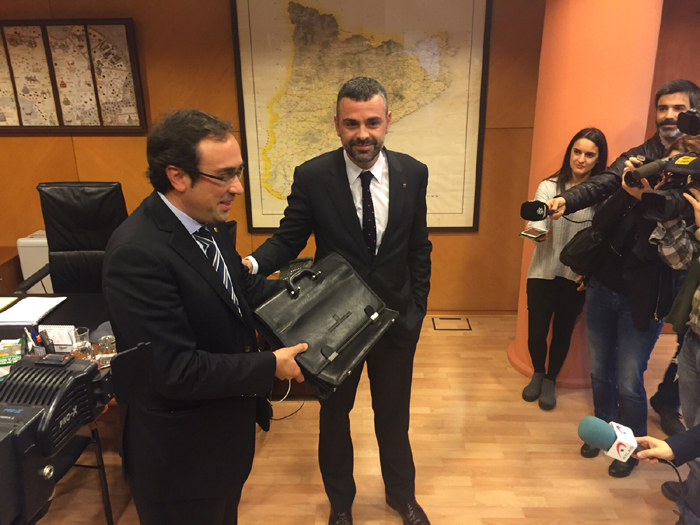
Santi Vila et Josep Rull lors de la passation de pouvoirs en janvier 2016.

Au sein de la Convergence démocratique de Catalogne (CDC), il appartient à l'aile libérale et modérée. Au contraire de l'orientation indépendantiste prise par le parti et son gouvernement, il défend la prudence et le dialogue avec l'État central. Ses prises de position discordantes font alors envisager son départ dans l'hypothèse d'un remaniement ministériel permettant l'entrée d'Esquerra Republicana de Catalunya (ERC) au gouvernement.

### Conseiller à la culture
Aux élections au Parlement de Catalogne de 2015, il est placé en dernière position de la liste d'union indépendantiste Junts pel Sí, composée de la CDC et d'ERC.
Le 13 janvier 2016, il est nommé conseiller à la culture dans le gouvernement de Carles Puigdemont. Il prend ses fonctions le lendemain. Son action est limitée par la faiblesse du budget consacré à cette politique, qui représente moins de 1 % du budget de la Généralité. Cependant, son poste lui assure une importante visibilité, et il est de plus en plus connu. Dans le contexte du processus indépendantiste catalan, il est en retrait des revendications indépendantistes du gouvernement. Il est présenté comme un homme politique jeune et novateur, mais également comme prudent et conventionnel, héritier de l'attitude légaliste et modérée de la période autonomique. 
En mai 2016, il publie un nouveau livre, Un moment fundacional, visions des del reformisme modern, dans lequel il présente ses ambitions politiques et personnelles.
En juillet 2016, il se présente à la direction du conseil national du nouveau Parti démocrate européen catalan (PDeCAT) qui succède à Convergència. Sa principale adversaire est Mercè Conesa (ca), maire de Sant Cugat del Vallès et présidente de la députation de Barcelone. Celle-ci arrive en tête avec 49,44 % des voix, contre 42,03 % pour Santi Vila, qui retire sa candidature avant le second tour. A la même période, il annonce qu'il envisage d'être candidat aux primaires du PDeCAT pour les élections municipales à Barcelone.

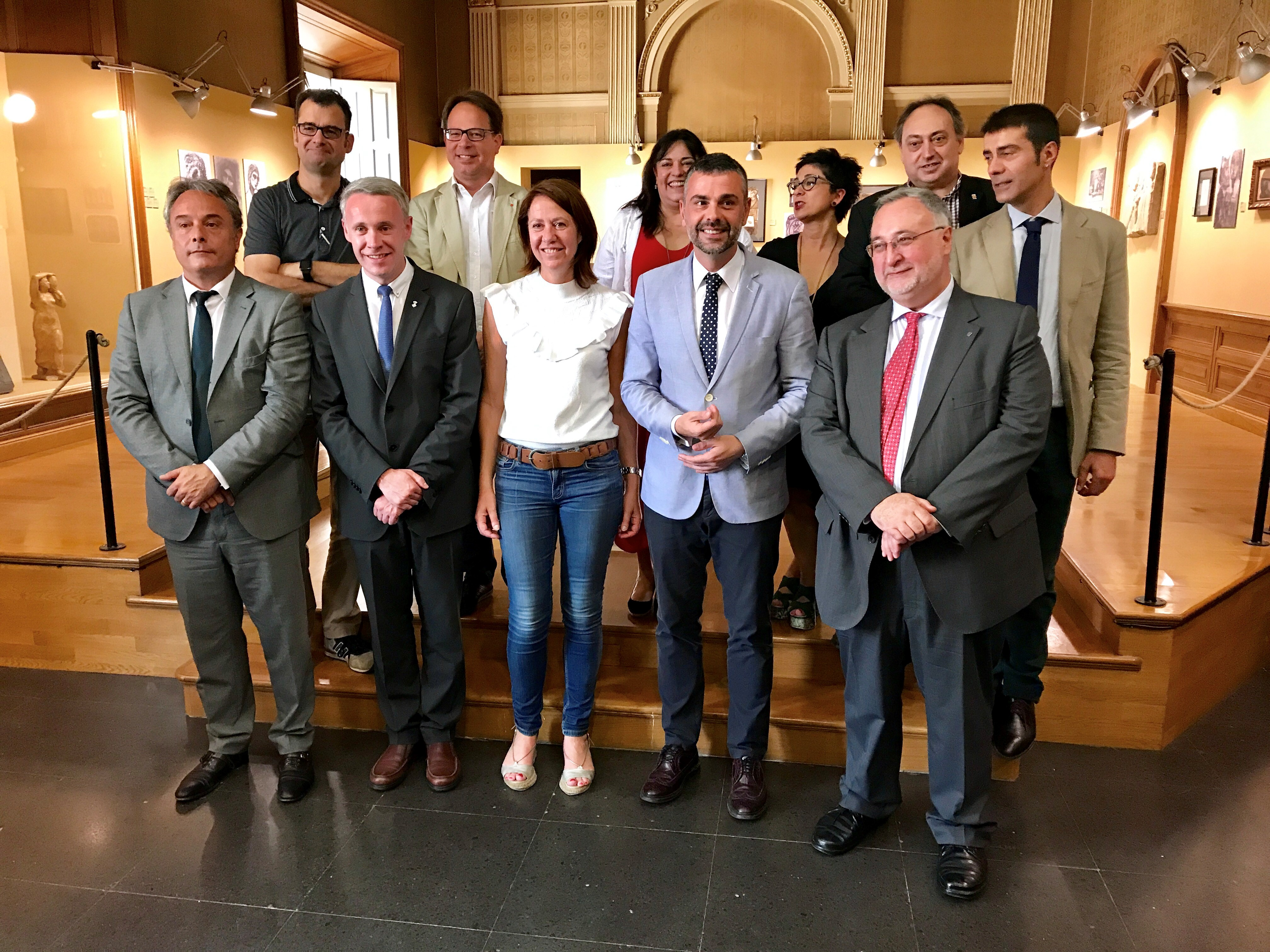
Santi Vila parmi les représentants du nouveau musée d'Art de Gérone en juin 2017.

Au cours de l'année 2017, il affirme ses ambitions politiques. Il multiplie les conférences, les interventions dans les médias et sur les réseaux sociaux, et s'affirme de plus en plus clairement comme un possible candidat du PDeCAT à la présidence de la Généralité. Le parti n'a pas encore souhaité engager le débat sur la succession du président Carles Puigdemont, car sa stratégie électorale est dépendante de l'issue du processus indépendantiste. Santi Vila est le premier à se faire connaître des électeurs, et développe un discours dit « centriste », dans un contexte où le débat sur l'indépendance a plutôt renforcé la gauche du champ politique,.

### Conseiller à l'entreprise et à la connaissance
Le 3 juillet 2017, le conseiller à l'entreprise et à la connaissance, Jordi Baiget, est destitué par le président Carles Puigdemont après des déclarations polémiques dans lesquelles il met en doute la tenue du référendum sur l'indépendance du 1er octobre. Santi Vila lui succède le lendemain. Il quitte ses fonctions de conseiller à la culture le jour suivant, pour être remplacé par Lluís Puig.
Il remet sa démission à Puigdemont le 26 octobre 2017 au soir, après que ce dernier a refusé de convoquer des élections autonomiques anticipées dans le but de freiner l'application de l'article 155 de la Constitution, pour des « raisons de conscience personnelle » et publie un message dans lequel il indique que ses « tentatives de dialogue ont encore échoué », « espère avoir été utile jusqu'à la dernière minute au président et aux Catalans » et se plaint que ses « propositions ont été désavouées par la réalité ». La coordonnatrice générale du PDeCAT, Marta Pascal, dit à propos de Vila qu'elle « a toujours pensé qu'en politique, il faut se battre pour ce que l'on défend jusqu'à la fin » et souligne qu'il est un « grand exemple ».
Il assiste au comité exécutif du PDeCAT le 30 octobre et fait part à la direction du parti de sa décision de mener la liste à l'occasion des élections autonomiques du 21 décembre suivant convoquées par Mariano Rajoy en application des mesures prises dans le cadre de l'article 155 de la Constitution. Il déclare alors qu'il est nécessaire de « donner voix à la modération », confirme que son programme inclura « l'indépendance de la Catalogne ajustée au droit » et indique posséder « toute la détermination, l'équipe, les idées et les soutiens » pour remettre le parti dans l'espace central. Il affirme en outre ne pas se sentir « spécialement confortable » avec une liste unique à l'image de Junts pel Sí car les gens sont « épuisés » par une telle « confusion idéologique »,. Présenté comme un retour au pujolisme adapté à l'ère post-référendum et alors que les statuts du parti prévoient la tenue de primaires, Vila devrait affronter Josep Rull, l'ancien conseiller au Territoire et membre de l'aile indépendantiste intransigeante du parti, ou bien Neus Munté, la vice-présidente du parti capable de réaliser la synthèse entre lui et Rull,.
Le même jour, une plainte présentée par le procureur général de l'État José Manuel Maza l'accuse des délits de rébellion, sédition et malversation de fonds publics comme l'ensemble des membres du gouvernement déchu de Carles Puigdemont bien qu'il ait remis sa démission avant le vote de la déclaration d'indépendance par le Parlement de Catalogne,.
Cité à comparaitre devant l'Audience nationale le 2 novembre 2017, il se présente seul et uniquement accompagné de son avocat, le pénaliste Pau Molins — le même que celui de l'infante Cristina lors de l'affaire Nóos —, contrairement au vice-président et à sept autres conseillers qui entrent conjointement dans le bâtiment,
. Selon diverses sources judiciaires, il est le seul des interrogés à avoir répondu aux questions de la juge Carmen Lamela, du parquet et de son avocat tandis que ses anciens collègues n'ont répondu qu'à celles de leur avocat. À la différence des autres conseillers pour lesquels la prison préventive immédiate et sans caution est requise, le parquet sollicite uniquement la remise d'une caution de 50 000 euros dans le but d'éviter la prison et reconnaît que sa participation dans le procès n'est pas la même que celle de autres prévenus,. La juge accède finalement aux demandes du parquet et envoie les anciens conseillers en prison, sauf Vila qui a la possibilité de sortir du centre pénitentiaire d'Estremera une fois qu'il aura déposé la caution,. Bien qu'ayant eu la possibilité de régler directement la caution, il choisit de passer la nuit en prison pour montrer sa solidarité avec ses anciens collègues et ne paye ladite somme que le lendemain. Des mesures préventives comme le retrait du passeport, l'interdiction de sortie du territoire et l'obligation de se présenter au tribunal le plus proche tous les quinze jours lui sont alors appliquées,.

### Condamnation
Le 14 octobre 2019, il est condamné par le Tribunal suprême à une amende de 60.000 euros pour désobéissance, assortie d'un an et 8 mois d'inéligibilité.

## Publications
- L’hotel París: per fi flamant Museu del Joguet de Catalunya, Ajuntament de Figueres, 1998.
- Maria Àngels Custey, Ajuntament de Figueres, 2000.
- Un camell en un garatge, Brau edicions, 2003.
- Elogi de la memòria, Edicions 3i4, 2004.
- Què pensa Santi Vila, entretiens avec Josep Puigbert, Fundació Ramon Trias Fargas, 2007.
- Figueres, de vila a ciutat: el reste de la modernització, Ajuntament de Figueres, 2008.
- Començar il·lusiona, 2010.
- Les ciutats creatives, a propòsit de Figueres, Ajuntament de Figueres, 2010.
- Sense Límits o de com a la ciutat tots els somnis han de ser possible, Editorial Brau, 2011.
- Què pensa l’alcalde Santi Vila, entretiens avec Josep Puigbert, Ebe, ecoeditor, 2011.
- A l’equador del projecte. Cinc anys al davant d’un propòsit modernitzador i de progrés de Figueres, Ajuntament de Figueres, 2012.
- La Transició Nacional (ouvrage collectif), Ed.Malhivern, 2012.
- Un Perfil Propi. Converses amb Santi Vila, Angle Editorial, 2014.
- Un moment fundacional, visions des del reformisme modern (Grup 62, Pòrtic 2016).